# Odozana trichiura
Odozana trichiura är en fjärilsart som beskrevs av Felder 1875. Odozana trichiura ingår i släktet Odozana och familjen björnspinnare. Inga underarter finns listade i Catalogue of Life.